# Охлопов

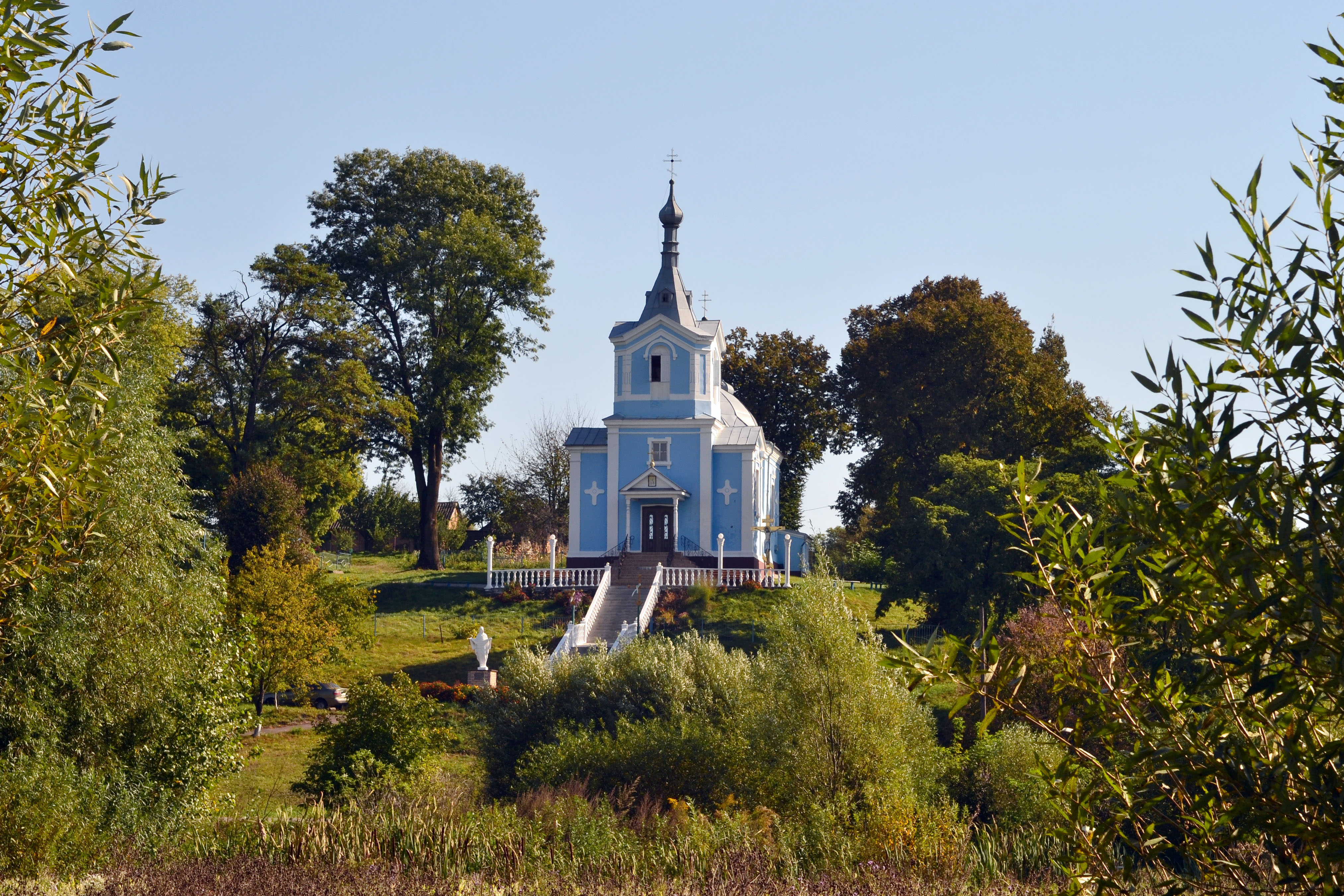
Вид на церковь Святого Николая, 1638 г. постройки

Охлопов (укр. Охлопів) — село в Гороховской городской общине Луцкого района Волынской области Украины.
До 2020 года входило в Гороховский район.
Код КОАТУУ — 0720882403. Население по переписи 2001 года составляет 561 человек. Почтовый индекс — 45736. Телефонный код — 3379. Занимает площадь 10,54 км².